# 龚鼎 (漫画家)
龚鼎，笔名CMJ，中国新锐派漫畫家。龚鼎出生于江西丰城，毕业于四川美术学院，以处女作《阳光灿烂的日子3部曲》和《我的奋斗》走红于互连网。该漫画获得了2008年OACC金龙奖最佳编剧奖。
CMJ目前以创作短篇漫画为主。他的作品以黑色幽默见长，揭露当代社会现象的独特视角使其在青少年中广受欢迎。

## 主要作品列表
- 《阳光灿烂的日子3部曲》——处女作
- 《不亮传》
- 《过马路》
- 《FEEL GOD》（上帝保佑）
- 《MY STRUGGLE》（我的奋斗）
- 《BOUDICCA》
- 《THE SUN ALSO RISES》（太阳照常升起）
- 《水昆》
- 《比马大战记》

## 轶事
相比CMJ的受欢迎程度，CMJ的收入却很不乐观。据说在画《太阳照常升起》的时候口袋里只剩下一块多，而画这篇漫画的收入是0元。尽管如此，CMJ也没有向生活低头，某公司以7K/月的底薪聘请他，却被他拒绝了，并坚持要走自己的漫画道路。